# Black Metal Ist Krieg
Pour les articles homonymes, voir Black Metal (homonymie) et Krieg (homonymie).
Albums de Nargaroth
Herbstleyd
(1999) Geliebte des Regens
(2003)
Black Metal Ist Krieg est le quatrième album studio du groupe de Black metal allemand Nargaroth. L'album est sorti en 2001 sous le label No Colours Records.
Cet album est une œuvre marquante dans le registre Black metal. De nombreux groupes ont par la suite parodié la phrase Black Metal Ist Krieg, qui veut dire en allemand "le Black metal est la guerre".
La pochette représente l'unique membre du groupe, René "Kanwulf" Wagner. Sa posture est très proche de celle que prend Varg Vikernes dans les pochettes de ses disques.

## Détails sur certains titres de l'album
Cet album contient de nombreuses reprises, il y a des reprises des groupes Azhubham Haani, Lord Foul, Root et Moonblood (il s'agit respectivement des titres Far Beyond the Stars, I Burn for You, Píseň pro Satana et The Gates of Eternity).
Le titre The Day Burzum Killed Mayhem est une référence au meurtre d'Euronymous par Varg Vikernes. Il s'agit d'une sorte d'hommage au guitariste de Mayhem.
Le titre Erik, may you rape the angels est une référence au suicide du batteur Erik Brødreskift, notamment connu pour ses passages dans les groupes Immortal, Borknagar ou encore Gorgoroth.

## Musiciens
- René "Kanwulf" Wagner - Chant, tous les instruments

## Liste des morceaux
1. Introduction – 2:13
2. Black Metal ist Krieg – 5:01
3. Far Beyond the Stars (Azhubham Haani) – 4:48
4. Seven Tears are Flowing to the River – 14:47
5. I Burn for You (Lord Foul) – 2:56
6. The Day Burzum Killed Mayhem – 9:20
7. Píseň pro Satana (Root) – 2:40
8. Amarok - Zorn des Lammes III – 9:30
9. Erik, May you Rape the Angels – 6:58
10. The Gates of Eternity (Moonblood) – 5:04
11. Possessed by Black Fucking Metal – 6:33